# Moltkiopsis
Moltkiopsis es un género de plantas con flores perteneciente a la familia Boraginaceae. Su única especie: Moltkiopsis ciliata, es originaria del Norte de África.

## Descripción
Especie halófita con flores hermafroditas de color azul oscuro y hojas  alternas lisas (una hoja por nodo) que se encuentra en bosques y matorrales del Mediterráneo, estepas arbustivas, en desiertos y desiertos extremos.

## Taxonomía
Moltkiopsis ciliata fue descrita por (Forssk.) I.M.Johnst. y publicado en J. Arnold Arbor. 34: 3 1953.
- Lithospermum ciliatum Forssk. (1775)
- Moltkia ciliata (Forssk.) Maire (1941)
- Lithospermum angustifolium Forssk. (1775) non Michx.
- Lithospermum callosum var. asperrimum Bornm.
- Lithospermum callosum Vahl (1790)
- Moltkia callosa (Vahl) Wettst. (1918)